# Albert von Sachsen (1875–1900)

Prinz Albert von Sachsen

Albert von Sachsen (vollständiger Name Albert Karl Anton Ludwig Wilhelm Viktor; * 25. Februar 1875 in Dresden; † 16. September 1900 in Wolkau bei Nossen) war ein sächsischer Prinz aus dem Haus Wettin.

## Leben

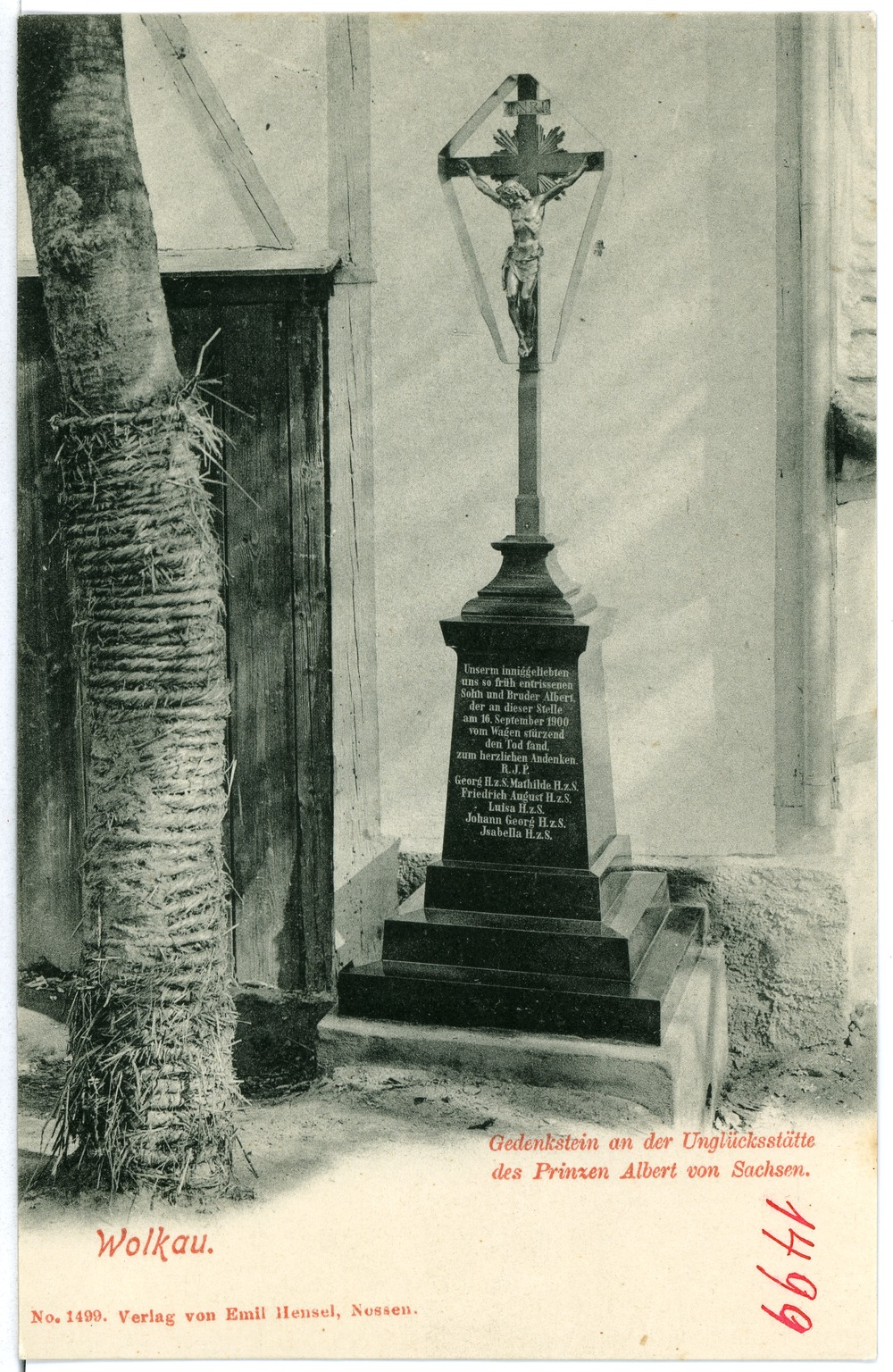
Gedenkstein in Wolkau

Am 25. Februar 1875 wurde Albert von Sachsen in Dresden als jüngstes Kind und vierter Sohn des Prinzen Georg, Herzog zu Sachsen (ab 1902 König von Sachsen), und Maria Anna, geborene Infantin von Portugal (1843–1884), der ältesten Tochter der regierenden Königin von Portugal, Maria da Gloria, geboren. Seine älteren Geschwister waren die bereits früh verstorbenen Prinzessinnen Marie Johanna (1860–1861) und Elisabeth Albertine (1862–1863), Prinzessin Mathilde (1863–1933), König Friedrich August (1865–1932), Prinzessin Maria Josepha (1867–1944), sowie die Prinzen Johann Georg (1869–1938) und Maximilian (1870–1951).
Er erhielt eine militärische Ausbildung und war zum Zeitpunkt seines Todes Rittmeister und Chef der 4. Eskadron des 1. Ulanen-Regimentes.
Im Alter von 25 Jahren starb er bei einem Verkehrsunfall in Wolkau bei Nossen, der durch den damals 21-jährigen, späteren Herzog von Viseu, Miguel de Braganza (1878–1923), Sohn des Michael von Braganza verursacht wurde. Dieser diente seinerzeit ebenfalls in der sächsischen Armee und kollidierte mit seinem Phaeton mit Alberts Kutsche, so dass diese sich überschlug. Albert starb wenige Stunden später an seinen Verletzungen. Miguel wurde vorgeworfen, den Unfall absichtlich herbeigeführt zu haben. Das konnte zwar nicht nachgewiesen werden, so dass es nicht zu einer Gerichtsverhandlung kam, er musste aber seinen Dienst quittieren und das Land verlassen. Albert war nicht verheiratet und starb ohne Nachkommen. Ein Gedenkstein erinnert bis heute am Unglücksort an den Unfall.

## Vorfahren
| Ahnentafel Albert von Sachsen | Ahnentafel Albert von Sachsen                                                                    | Ahnentafel Albert von Sachsen                                                           | Ahnentafel Albert von Sachsen                                                                            | Ahnentafel Albert von Sachsen                                                     | Ahnentafel Albert von Sachsen                                                                     | Ahnentafel Albert von Sachsen                                                                 | Ahnentafel Albert von Sachsen                                                               | Ahnentafel Albert von Sachsen                                                               |
| ----------------------------- | ------------------------------------------------------------------------------------------------ | --------------------------------------------------------------------------------------- | --- | --------------------------------------------------------------------------------- | ------------------------------------------------------------------------------------------------- | --------------------------------------------------------------------------------------------- | ------------------------------------------------------------------------------------------- | ------------------------------------------------------------------------------------------- |
| Ururgroßeltern                | Kurfürst Friedrich Christian von Sachsen (1722–1763) ⚭ 1747 Maria Antonia von Bayern (1724–1780) | Herzog Ferdinand von Bourbon (1751–1802) ⚭ 1769 Maria Amalia von Österreich (1746–1804) | Friedrich Michael von Pfalz-Birkenfeld (1724–1767) ⚭ 1746 Maria Franziska von Pfalz-Sulzbach (1724–1794) | Karl Ludwig von Baden (1755–1801) ⚭ 1774 Amalie von Hessen-Darmstadt (1754–1832)  | Herzog Franz von Sachsen-Coburg-Saalfeld (1750–1806) ⚭ 1777 Auguste Reuß zu Ebersdorf (1757–1831) | Ferenc József Koháry (1767–1826) ⚭ 1792 Maria Antonia von Waldstein zu Wartenberg (1771–1854) | König Johann VI. (1767–1826) ⚭ 1785 Charlotte Joachime von Spanien (1775–1830)              | Kaiser Franz II. (1768–1835) ⚭ 1790 Maria Theresia von Neapel-Sizilien (1772–1807)          |
| Urgroßeltern                  | Maximilian von Sachsen (1759–1838) ⚭ 1792 Caroline von Bourbon-Parma (1770–1804)                 | Maximilian von Sachsen (1759–1838) ⚭ 1792 Caroline von Bourbon-Parma (1770–1804)        | König Maximilian I. Joseph (1756–1825) ⚭ 1797 Karoline von Baden (1776–1841)                             | König Maximilian I. Joseph (1756–1825) ⚭ 1797 Karoline von Baden (1776–1841)      | Ferdinand von Sachsen-Coburg-Saalfeld (1785–1851) ⚭ 1815 Maria von Koháry (1797–1862)             | Ferdinand von Sachsen-Coburg-Saalfeld (1785–1851) ⚭ 1815 Maria von Koháry (1797–1862)         | König Peter IV. von Portugal (1798–1834) ⚭ 1817 Maria Leopoldine von Österreich (1797–1826) | König Peter IV. von Portugal (1798–1834) ⚭ 1817 Maria Leopoldine von Österreich (1797–1826) |
| Großeltern                    | König Johann von Sachsen (1801–1873) ⚭ 1822 Amalie Auguste von Bayern (1801–1877)                | König Johann von Sachsen (1801–1873) ⚭ 1822 Amalie Auguste von Bayern (1801–1877)       | König Johann von Sachsen (1801–1873) ⚭ 1822 Amalie Auguste von Bayern (1801–1877)                        | König Johann von Sachsen (1801–1873) ⚭ 1822 Amalie Auguste von Bayern (1801–1877) | König Ferdinand II. von Portugal (1816–1885) ⚭ 1836 Maria II. von Portugal (1819–1853)            | König Ferdinand II. von Portugal (1816–1885) ⚭ 1836 Maria II. von Portugal (1819–1853)        | König Ferdinand II. von Portugal (1816–1885) ⚭ 1836 Maria II. von Portugal (1819–1853)      | König Ferdinand II. von Portugal (1816–1885) ⚭ 1836 Maria II. von Portugal (1819–1853)      |
| Eltern                        | König Georg von Sachsen (1832–1904) ⚭ 1859 Maria Anna von Portugal (1843–1884)                   | König Georg von Sachsen (1832–1904) ⚭ 1859 Maria Anna von Portugal (1843–1884)          | König Georg von Sachsen (1832–1904) ⚭ 1859 Maria Anna von Portugal (1843–1884)                           | König Georg von Sachsen (1832–1904) ⚭ 1859 Maria Anna von Portugal (1843–1884)    | König Georg von Sachsen (1832–1904) ⚭ 1859 Maria Anna von Portugal (1843–1884)                    | König Georg von Sachsen (1832–1904) ⚭ 1859 Maria Anna von Portugal (1843–1884)                | König Georg von Sachsen (1832–1904) ⚭ 1859 Maria Anna von Portugal (1843–1884)              | König Georg von Sachsen (1832–1904) ⚭ 1859 Maria Anna von Portugal (1843–1884)              |
| Albert von Sachsen            |                                                                                                  |                                                                                         | |                                                                                   |                                                                                                   |                                                                                               |                                                                                             |                                                                                             |